# محمدرضا مختاری
محمدرضا مختاری (زادهٔ ۲۰ دی ۱۳۷۷ در شیراز) کشتی‌گیر فرنگی‌کار ایرانی و عضو تیم ملی ایران است.

## فعالیت حرفه‌ای ورزشی

### قهرمانی جهان ۲۰۲۱
محمدرضا مختاری در وزن ۷۲ کیلوگرم در دور نخست با نتیجه ۹ بر صفر کریستوف برگر از اتریش را از پیش رو برداشت. وی در دور بعد لی جی-یول از کره جنوبی را با نتیجه ۱۲ بر ۲ مغلوب کرد. وی در دور بعد و در مرحله یک چهارم نهایی با نتیجه ۹ بر صفر اولوی گانیزاده از آذربایجان را از پیش رو برداشت و راهی مرحله نیمه نهایی شد. مختاری در این مرحله با نتیجه ۱۰ بر ۶ مغلوب مالخاس آمویان دارنده مدال نقره اروپا از ارمنستان شد و به دیدار رده‌بندی رفت. وی در این دیدار با نتیجه ۱۰ بر ۱ مقابل کریستوپاس اسلیوا از لیتوانی مغلوب و پنجم شد.

### قهرمانی آسیا ۲۰۲۲
محمدرضا مختاری در وزن ۷۲ کیلوگرم در دور اول با نتیجه ۹ بر صفر عادیلخان نورلانبکف از قرقیزستان را از پیش رو برداشت و راهی مرحله نیمه نهایی شد. وی در این مرحله نیز با نتیجه ۹ بر صفر میرزابک رحمت اف از ازبکستان را مغلوب کرد و به دیدار فینال راه یافت. مختاری در این دیدار با نتیجه ۴ بر ۱ آبیلایخان آمزیف از قزاقستان را شکست داد و به مدال طلا دست یافت.

### قهرمانی جهان ۲۰۲۲
در وزن ۷۲ کیلوگرم محمدرضا مختاری پس از استراحت در دور اول، در دور دوم با نتیجه ۷ بر ۳ مقابل ابراهیم غانم از فرانسه مغلوب شد و با توجه به شکست این کشتی‌گیر در مرحله نیمه نهایی، از دور رقابت‌ها کنار رفت.

### جام بین‌المللی وهبی‌امره
طی مسابقات وهبی‌امره ترکیه در اسفند ۱۴۰۲، درگیری فیزیکی میان مختاری در مرحله نیمه‌نهایی با حریف ترکیه‌ای خود رخ داد که منجر به دیسکالیفه شدن او و حریفش شد. جلسه‌ای در کمیته انضباطی فدراسیون کشتی برای رسیدگی به تخلفات مختاری برگزار و او از همهٔ فعالیت‌های وابسته به کشتی کشور تعلیق شد اما از سوی فدراسیون جهانی جریمه ای برای مختاری در نظر گرفته نشد و مختاری اردیبهشت ۴۰۳ به چرخه انتخابی برگشت .